# Ludhiana (distrikt)
Ludhiana är ett distrikt i den indiska delstaten Punjab, divisionen Jalandhar. Distriktet är beläget söder om floden Sutlej, och har Ludhiana som huvudort. Ytan är 3 768 km². Landet är en nästan fullständig slätt, med ett blomstrande åkerbruk.